# Caddo (Konföderation)
Mit Caddo, oder in einer Langform Cadoaquios, werden heute meist drei historisch mächtige Konföderationen (Allianzen) – richtiger: Häuptlingstümer – indianischer Völker sowie mit diesen lose verbündete Stämme bezeichnet, die alle Varianten des Südlichen Caddo sprachen und im Einzugsgebiet des Red River of the South in Osttexas, Südwesten Arkansas, Westen Louisianas und Südosten Oklahomas lebten. Zudem werden unter dem Sammelbegriff Caddo manchmal auch alle Stämme der Südlichen und Central Plains sowie der angrenzenden Kiefern-Waldgebiete im Osten bezeichnet, die Varianten der Caddo-Sprachen sprachen. Kulturell zählen sie sowohl zum Kulturareal des Südöstlichen Waldlands als auch zu dem der Prärie und Plains und gelten als Nachfolger der Mississippi-Kultur.

## Sprache
Die unter dem Sammelbegriff Caddo bezeichneten Völker werden sowohl geographisch und kulturell als auch sprachlich in zwei große Caddo-Dialektgruppen unterteilt, die einst fünf Caddo-Sprachen sprachen:
- die Nördlichen Caddo oder Plains Caddo lebten als Halbnomaden auf den Südlichen und Central Plains von Zentral-Texas bis nach North Dakota (von Süd nach Nord):
  - die Wichita-Völker
  - die Kichai (Kitsai)
  - die Pawnee
  - die Arikara

- die Südlichen Caddo oder einfach als Caddo bezeichneten Völker lebten als sesshafte Ackerbauern auf den Prairies sowie in den Waldgebieten im Einzugsgebiet des Red River of the South im Osten Texas’, Südwesten Arkansas’, Westen Louisianas und Südosten Oklahomas, waren historisch in drei große mächtige Häuptlingstümer (Allianzen) oder Konföderationen unterteilt, denen sich lose andere kleinere Stämme anschlossen (von Süd nach Nord):
  - die Hasinai oder Tejas (Texas)-Konföderation
  - die Natchitoches-Konföderation
  - die Kadohadacho oder Caddo-Konföderation
  - sowie mehrere kleinere Stämme wie die Cahinnio, Mento, Upper und Lower Yatasi, Ouachita (Washita), Eyeish sowie evtl. Tula

Keine der heute noch vier gesprochenen Caddo-Sprachen erreicht jeweils eine Zahl von mehr als 25 Sprechern. Daher zählen sie alle zu den ernsthaft bedrohten Sprachen (Südliches Caddo) bzw. fast ausgestorbenen Sprachen (Nördliches Caddo).
Die allgemein als Südliche Caddo oder im engeren Sinn als Caddo bezeichneten Völker sprachen (sprechen) jeweils mehrere gegenseitig verständliche Dialekte des Südliches Caddo (Hasí:nay), die meist auch die politischen Allianzen widerspiegelten: Kadohadacho, Hasinai, Hainai, Natchitoches und Yatasi, sowie die Dialekte der Eyeish, Quachita (Washita) sowie evtl. Tula. Heute gibt es nur noch 25 hauptsächlich ältere Caddo-Sprecher, wobei die Hasinai und Hainai-Dialekte dominieren – neben einigen Kadohadacho-Dialekt-Sprechern.

## Häuptlingstümer sowie Stämme der Südlichen Caddo
KADOHADACHO oder CADDO-Konföderation (Allianz) (Caddo: Kadawdáachuh oder Kä’dohadä’cho, auch als Real Caddo, Grand Caddo bezeichnet, waren namensgebend für alle Caddo sowie deren Sprache; lebten traditionell im Gebiet der Schleife des Red River of the South im Grenzgebiet von Texas, Oklahoma, Arkansas und Louisiana, jeder Stamm der Konföderation wurde von einer erblichen Linie von Häuptlingen, den Caddi angeführt, die einen indigenen Adel bildeten; die Spanier bezeichneten diese adligen Anführer als Cacique (Kazike), die Engländer später als chief (Häuptling); der oberste Caddi der Konföderation entstammte dem Adel des Kadohadacho-Stammes und wird im Englischen zur Unterscheidung zu den politisch abhängigen Caddi als Paramount chief bezeichnet.)
- Kadohadacho oder eigentl. Caddo (bedeutendster Stamm der Kadohadacho (Caddo)-Allianz, lebten entlang des Nordufers des Red River nahe der heutigen Arkansas-Texas-Grenzlinie, Anfang des 18. Jahrhunderts wurden sie immer wieder von den westwärts ziehenden Chickasaw angegriffen, getötet oder versklavt, die Kadohadacho flohen daher zu den Nassoni und Natchitoches, Ende des 18. Jahrhunderts schlossen sich die überlebenden Kadohadacho den Natchitoches im Nordwesten von Louisiana an)
- Nanatsoho[2] (lebten Ende des 17. bis Mitte des 18. Jahrhunderts zwischen den Kadohadacho und Upper Nasoni entlang der Schleife des Red River im Grenzgebiet von Arkansas, Oklahoma und Texas, Anfang des 19. Jahrhunderts hatten sie ihre eigenständige Identität verloren und waren in den anderen Stämmen der Kadohadacho-Konföderation aufgegangen)
- Upper Nasoni oder Upper Assony[3] (lebten entlang des Red River im Osten von Texas und Südwesten von Arkansas, waren Anfang bis Mitte des 18. Jahrhunderts Verbündete der Franzosen, später stark durch Krankheiten und Kriege dezimiert)
- Upper Natchitoches (Caddo: Náshit'ush oder Nashitosh, lebten entlang des Cane River im Gebiet des heutigen nach ihnen benannten Natchitoches im Nordwesten Louisianas, Anfang des 17. Jahrhunderts hatten bereits einige Kadohadacho (Caddo) vor den angreifenden Chickasaw bei ihnen Schutz gesucht, Ende des 18. Jahrhunderts schlossen sich die letzten überlebenden Kadohadacho (Caddo) ihnen an; die Lower Natchitoches waren hingegen Teil der südlich lebenden Natchitoches-Konföderation)

folgende Stämme waren ursprünglich unabhängig, schlossen sich jedoch später der Kadohadacho-Konföderation an:
- Cahinnio[4] (lebten ursprünglich nahe dem Red River of the South im äußersten Südwesten von Arkansas, waren Feinde der südlich lebenden Natchitoches- und Hasinai-Konföderationen, wanderten im 18. Jahrhundert nordwestwärts und siedelten nun entlang des Südufers des Ouachita River, ca. 1763 zogen sie nochmals weiter nordwärts und ließen sich entlang des Arkansas River nieder. 1771 unterzeichneten sie zusammen mit mehreren benachbarten Stämmen einen Friedensvertrag mit den Franzosen. Wie andere Stämme auch, wurden sie durch Krankheiten und Kriege stark dezimiert, so dass sie im 19. Jahrhundert durch andere Stämme der Kadohadacho-Konföderation assimiliert wurden und ihre separate Identität als Stamm verloren.)
- Mento[5] (lebten am Nordufer des Arkansas River, nahe ihren einst enge Verbündeten den Cahinnio, schlossen sich wie diese im späten 18. Jahrhundert der Kadohadacho-Konföderation an und verloren ebenfalls durch Krankheiten sowie durch Assimilation innerhalb der bevölkerungsreicheren benachbarten Kadohadacho ihre separate Identität als Stamm.)
- Upper Yatasi (Caddo: Yáttasih – „Jenes andere Volk“, eine Bezeichnung der einst feindlichen Kadohadacho, eine Splittergruppe der Yatasi, die sich auf Grund großer Verluste im Kampf gegen die Chickasaw von den Yatasi der Natchitoches-Konföderation abspaltete, und sich den Stämmen der nördlich lebenden Kadohadacho-Konföderation anschloss)
- Imaha[6] (ursprünglich eine Band der Quapaw (Kwâpâ oder Ugahxpa) (historisch meist Akansea / Akansa genannt, hiervon leiten sich die Namen für den Arkansas River sowie für den Bundesstaat Arkansas ab), die sich Ende des 18. Jahrhunderts zu den Kadohadacho flüchteten und sich der Konföderation anschlossen, behielten jedoch ihre eigenständige Identität sowie ihre von den Caddo-Sprachen abweichende Dhegiha-Sioux-Sprache bei, heute gibt es immer noch Familien unter den Caddo, die sich auf die Imaha-Quapaw zurückführen, jedoch nicht mehr ihre Sprache sprechen)
- Yowani oder Yowani Choctaws[7] (stammten ursprünglich aus der gleichnamigen Stadt Yowani der Choctaw (Chahta) nahe der heutigen Stadt Shubuta am Chickasawhay River im Osten Mississippis, gegen 1764 zog eine Gruppe von Yowani-Choctaw westwärts nach Louisiana in Caddo-Territorium. Die Yowani übernahmen Caddo-Traditionen und Gebräuche und wurden in die Kadohadacho-Konföderation integriert.[8] Nach dem Louisiana Purchase von 1803 zogen die Yowani nach Spanisch-Texas um den vordringenden amerikanischen Siedlern auszuweichen (1824 folgte eine zweite Gruppe), bis 1850 lebten die meisten Yowani in Gebieten der Caddo in Texas, im Indianerterritorium (Oklahoma) und Teilen von Louisiana, nach dem kurzfristigen Aufschub der Texanischen Indianerkriege durch den Sezessionskrieg schlossen sie sich wieder Choctaw oder Cherokee unter Häuptling Chicken Trotter an; heute sind sie Mitglieder der Texas Band of Cherokee Indians of the Mount Tabor Indian Community[9][10], der Chickasaw Nation und Choctaw Nation.)

NATCHITOCHES-Konföderation (Allianz) (Caddo: Náshit'ush oder Nashitosh – „Papau (Pawpaw)“, jedoch wurde einem frühen spanischen Historiker, Jose Antonio Pichardo, mitgeteilt, dass sich der Stammesname von Nacicit – „Ort, wo die Erde Ockerfarben ist“ und der Name eines kleinen Baches in ihrem Territorium war, der durch rote Erde floss; lebten entlang des Red River of the South im Nordosten von Texas und Nordwesten von Louisiana, waren im 17. und 18. Jahrhundert wichtige Verbündete der Franzosen, waren in großem Umfang an der Unterwerfung der Natchez im Natchez-Aufstand und den sog. Natchez-Kriegen beteiligt)
- Doustioni oder Dotchetonne[12] (das genaue Siedlungsgebiet ist heute umstritten, manche Historiker verorten sie im Nordosten von Texas, J. R. Swanton identifizierte sie als einen Caddo-Stamm aus dem Gebiet rund um Bayou Dauchite im Nordwesten von Louisiana, beides ist nicht bewiesen; der französische Entdecker Robert Cavelier de La Salle berichtete, dass sie im 17. Jahrhundert Verbündete des Kadohadacho-Stammes der Kadohadacho-Konföderation waren; später siedelten sie sich auf Einladung ihrer Verbündeten, der Franzosen, in der Nähe der verwandten Lower Natchitoches am Red River nieder, durch Krankheiten und Kriege stark dezimiert verloren sie ihre eigenständige Identität und gingen in den anderen Caddo-Stämmen auf)
- Lower Natchitoches (Caddo: Náshit'ush oder Nashitosh, lebten in der Nähe des späteren nach ihnen benannten französischen Handelsposten Natchitoches im Nordwesten von Louisiana; die Upper Natchitoches waren hingegen Teil der nördlich lebenden Kadohadacho-Konföderation)

folgende Stämme waren ursprünglich unabhängig, schlossen sich jedoch später der Natchitoches-Konföderation an:
- Ouachita oder Washita (Caddo: Wishita – „gute Jagdgründe“,[13] lebten ursprünglich entlang des nach ihnen benannten Ouachita Rivers und entlang des Black River (der Bezeichnung für den Unterlauf des Quachita River nach der Einmündung des Taensa River) im Nordosten von Louisiana, ca. 1690 siedelten bei Pargoud Landing nahe dem heutigen Monroe, Louisiana, schlossen sich aufgrund von Verlusten durch Krankheiten und Kriege gegen 1720 der Natchitoches-Konföderation an)
- Yatasi oder Lower Yatasi (Caddo: Yáttasih – „Jenes andere Volk“,[14] eine Bezeichnung der einst feindlichen Kadohadacho der Kadahadacho-Konföderation, lebten im Gebiet der heutigen Stadt Shreveport im Nordwesten Louisiana, 1686 besuchte der französische Entdecker Henry de Tonti einige Yatasi-Siedlungen entlang des Red River of the South, die Franzosen wurden von den Yatasi als Verbündete im Kampf gegen die damals feindlichen Kadohadacho begrüßt. Anfang des 18. Jahrhunderts töteten die Chickasaw eine große Anzahl von Yatasi, so dass sich die Mehrheit der Natchitoches-Konföderation anschloss, eine kleine Splittergruppe – die Upper Yatasi – jedoch der nördlichen Kadohadacho-Konföderation, waren bedeutende Zwischenhändler zuerst bei den Franzosen, später bei den Spaniern, auch nach der Übernahme von Louisiana durch die Amerikaner behielten sie den Pelzhandel bei)

HASINAI oder TEJAS (TEXAS)-Konföderation (Allianz), manchmal auch Neches-Angelina-Konföderation (Allianz) (Caddo: Hasíinay – „Unser eigenes Volk“, lebten vom Mittellauf des Sabine River, des Neches River und dessen linken Nebenfluss, dem Angelina River bis zum Trinity River im Osten von Texas, die verbündeten Stämme der Hasinai nannten sich Táyshaʼ – „Freund“, daher bezeichneten die ersten Spanier sie als Tejas oder Texas, woraus sich der Name für den späteren Bundesstaat Texas entwickelte, zur zeit der ersten Kontakte zu Spaniern und Franzosen in den 1680er Jahren war dies ein zentral organisiertes und geführtes Häuptlingstum unter der politisch-religiösen Führung des Grand Xinesi oder Grand Chenesi der Hainai; dieser lebte in einem abgesonderten Haus und wurde von einem Rat in seinen Entscheidungen unterstützt. Jeder einzelne Stamm wurde zudem von einem Caddi geführt, der wiederum von Männern unterstützt wurde, die als Canahas und Chayas bezeichnet wurden)
- Hainai (Caddo: Háynay[16] politisch dominante und führende Gruppe innerhalb der Hasinai, stellten zudem meist den Grand Xinesi, den religiösen sowie politischen Führer der Konföderation, lebten entlang des Neches und Angelina River westlich des heutigen Nacogdoches im Osten von Texas)
- Nabedache (Caddo: Nabáydácu – „Ort der Brombeeren“, eine andere Theorie besagt, dass der ursprüngliche Name Wawadishe, abgel. vom Caddo-Wort witish für Salz laute,[17] lebten zwischen dem Neches River und dem Trinity River im Osten von Texas)
- Nabiti oder Nabiri („Ort der Zeder“,[18] lebten entlang des Angelina River nördlich der Hainai, zwischen den Cacháe (Cacachau) und den Lower Nasoni)
- Nacogdoche (Caddo: Nakúʔkidáawtsiʔ oder Na-ko-hodó-tsi,[19] lebten zwischen dem Angelina River und dem Sabine River, ihr Hauptdorf namens Nevantin befand sich mit vier Mounds in unmittelbarer Nähe der nach ihnen benannten heutigen Stadt Nacogdoches im Osten Texas', zusammen mit ihren engen Verbündeten, den Lower Nasoni, handelten sie in Nacogdoches mit den Franzosen, so dass sich diese Stadt zu einem wichtigen Handelsplatz als auch Sklavenmarkt entwickelte, bis 1800 bereits durch Krankheiten und Kriege stark dezimiert schlossen sie sich nach der Texas Revolution von 1835 den benachbarten Hainai und Nadaco (Anadarko) an und zogen 1843 gemeinsam mit diesen westwärts zum Brazos River)
- Nacono oder Naconish[20] (lebten im 17. und 18. Jahrhundert entlang des Neches und Angelina Rivers südöstlich der Nabedache und Neches, meist jedoch östlich des Neches River im Osten von Texas, ihr Gebiet umfasste Mischwälder sowie Steppe)
- Nadaco oder Anadarko (Caddo: Nadá-kuh – „Ort der Hummeln“, schlossen sich ca. 1700 der Hasinai-Konföderation an – bewahrten jedoch ihre eigenständige Kultur und Identität, lebten ursprünglich entlang des Sabine River, während der Texas Revolution von 1835 hatten sich die bereits stark dezimierten Hainai, Nacogdoche und Nadaco (Anadarko) zusammengeschlossen, die Nadaco verlegten nun ihre Dörfer an die Flussarme des Trinity River nordwestlich von Nacogdoches im Osten von Texas, im Winter 1838/1839 zwangen die nun unabhängigen Texaner alle drei Stämme zur Umsiedlung ins Indianerterritorium, kehrten jedoch 1843 zum Brazos River nach Texas zurück, bevor sie 1859 endgültig aus Texas ins Indianerterritorium, dem späteren Oklahoma, umgesiedelt wurden)
- Lower Nasoni oder Lower Assony[21] (lebten nahe den Nadaco (Anadarko) zwischen dem Sabine River und Angelina River nördlich von Nacogdoches im Osten von Texas, waren im 18. Jahrhundert Verbündete der Spanier, durch Kriege und Krankheiten stark dezimiert, schlossen sie sich 1880 den benachbarten Nadaco (Anadarko) an, wurden von diesen assimiliert und konnten ihre separate Identität nicht bewahren)
- Nechaui[22] (Caddo: Nachawi – „Osage Dorn“, lebten nördlich der Neche sowie nahe den Nacono, während des 17. und Anfang des 18. Jahrhunderts befand sich ihr Hauptdorf am Ostufer des Neches River im Osten von Texas, durch Krankheiten und Kriege dezimiert gingen sie im 18. Jahrhundert in den benachbarten Hasinai-Stämmen auf)
- Neche[23] (Ende des 17. bis Anfang des 18. Jahrhunderts lebten sie direkt nordwestlich der Nacono (Naconish) entlang des Ostufers des nach ihnen benannten Neches River im Osten von Texas, der für Neu-Spanien tätige Entdecker und Verwalter Athanase de Mezières berichtete 1779 von mehreren Mounds mit Feuer-Tempeln darauf, in denen die Neche ihren Göttern huldigten, heute existiert noch ein größerer sowie zwei kleinere Mounds im Cherokee County auf ehemaligen Neche-Territorium, die Spanische Mission San Francisco de los Neches scheiterte 1730, da die Neche an ihrer Religion festhielten und weiterhin einen großen Feuertempel sowie einen kleineren unterhielten; zusammen mit anderen Hasinai wurden sie 1855 auf der Brazos Indian Reservation angesiedelt, 1859 mussten alle Texas verlassen und ins Indianerterritorium (dem späteren Oklahoma) ziehen, dort wurden sie von anderen Hasinai assimiliert und verloren im 19. Jahrhundert ihre eigenständige Identität)

## Geschichte
Ende des 17. bis Anfang des 19. Jahrhunderts forderten mehrere Epidemien – hierunter Pocken, Cholera, Grippe, Masern, Malaria sowie Keuchhusten unter den Caddo viele Todesopfer; die bereits früher auf Grund Missernten und Unwetter auftretenden Hungersnöte verschlimmerten sich, da die Caddo durch die periodisch immer wieder auftauchenden Epidemien bereits geschwächt waren, sowie immer mehr unter der Konkurrenz um Land mit den weißen Siedlern von Neu-Spanien und Neu-Frankreich litten, zwischen deren Einflussbereichen ihre Stammesgebiete lagen.
Die Caddo versuchten zwischen den rivalisieren Kolonialmächten durch Allianzen ihre eigenen Interessen so gut wie möglich durchzusetzen und gleichzeitig vom Kontakt mit den europäischen Mächten als Handelspartner sowie als Schutzmacht gegenüber mächtigeren feindlichen Stämmen zu profitieren. Dies führte jedoch einerseits zu Konflikten untereinander – die Kadohadacho und Natchitoches waren mit Neu-Frankreich verbündet, die Hasinai jedoch mit Neu-Spanien – als auch vermehrt mit den sich gegenüber den europäischen Mächten ihre Freiheit bewahrenden benachbarten Stämmen. Die Europäer überzeugten oder zwangen die Caddo sich nahe größerer europäischer Siedlungen anzusiedeln, in Missionen zu leben oder ihre verstreuten Dörfer aufzugeben und diese in zentralen größeren Siedlungen zu integrieren.
Bereits vor den ersten Kontakten zu den Europäern waren die Dhegiha-Sioux (Osage, Kansa (Kaw), Ponca, Omaha und Quapaw) aus dem Osten immer weiter in ehemalige Stammesgebiete der Südlichen und Nördlichen Caddo vorgedrungen, so dass diese bereits ab 1200 begonnen hatten, westwärts zu ziehen. Bald dominierten die kriegerischen und mächtigen Osage die benachbarten Caddo, die zudem ab Mitte des 17. Jahrhunderts vermehrt unter regelrechten Kriegs- und Sklavenjagden durch die Chickasaw litten, so dass die verschiedenen Caddo-Häuptlingstümer und Stämme militärischen Schutz bei den Kolonialmächten suchten.
Diese Bündnisse mit den Spaniern (und später Mexikanern) sowie Franzosen (und später Amerikanern) führten oftmals dazu, dass die – jeweils mit einer der europäischen Mächte verbündeten bzw. verfeindeten – frei umherschweifenden nomadischen Plains-Stämmen (hierunter die Lipan Apache, Tonkawa, Comanchen, Kiowa, Plains Apache) sowie die halbnomadischen Stämme der Prairies (Wichita-Völker, Pawnee, Arikara, Osage u. a.) die bereits durch Krankheiten geschwächten und durch die zentrale Ansiedlungspolitik der Kolonialmächte in wenigen Siedlungen konzentrierten Caddo (und somit auch leichter für ihre Feinde auffindbar und verwundbar sowie Krankheiten leichter ausgesetzt) immer wieder als Vergeltung für deren Kooperation mit den Europäern zu überfallen, zu versklaven und zu töten. Auch die immer wieder aufflammenden Auseinandersetzungen der jeweils um die Vorherrschaft streitenden Kolonialmächte Neu-Spanien und Neu-Frankreich um Gebiete, die ursprünglich Stammesgebiete der Caddo waren, führte zu Kriegen gegen Caddo sowie daraufhin deren Vertreibung sowie Zwangsumsiedlung in immer kleinere Gebiete.
Im Laufe der durch Krankheiten, Kriege, Bevölkerungsverlust sowie wechselnder Allianzen geprägten Kolonialzeit wurden manche Bands ausgelöscht, mussten sich anderen größeren Bands anschließen oder entstanden aus mehreren kleineren neue Bands. Auch die drei einstigen Caddo-Häuptlingstümer (die Hasinai, die Natchitoches und die Kadohadacho) mussten sich immer wieder neu organisieren und wurden bald zum Sammelbecken von einst unabhängigen Bands, die sich nun zum gegenseitigen Schutz diesen anschlossen.

### Amerikaner übernehmen Louisiana und Texas
Das ehemals französische Territorium Louisiana westlich des Mississippi River hatte seit dem Ende des Siebenjährigen Krieges (French and Indian War) (1754 bis 1763) insgesamt drei Mal den Besitzer gewechselt – 1762 ging es von Frankreich an Spanien (Vertrag von Fontainebleau), 1800 von Spanien an Frankreich (Dritter Vertrag von San Ildefonso) und schließlich 1803 von Frankreich an die USA (Louisiana Purchase), die bereits nach ihrer Unabhängigkeit 1776 die ehemals französischen Territorien östlich des Mississippi von den Briten übernommen hatten. Wie bereits erwähnt führten diese immer wieder neuen Wechsel der Kolonialherren auch zu Vergeltungsmaßnahmen gegenüber Stämmen, die mit der unterlegenen Kolonialmacht verbündet waren.
Nach dem Louisiana Purchase von 1803 sowie nach dem Britisch-Amerikanischen Krieg von 1812, versuchten die USA die Caddo als Verbündete zu gewinnen, da diese einer der wenigen neutralen Stämme waren und nicht auf Seiten der Briten gekämpft hatten – zudem erkannte man ihre Wichtigkeit als Informationsquelle für die nun zu errichtende Verwaltung im ehemaligen Louisiana. 1835 schlossen die Kadohadacho einen Vertrag mit den USA, in dem sie versprachen, ihre Gebiete im heutigen Oklahoma, Arkansas und Louisiana aufzugeben und in das damals zu Mexiko gehörende Coahuila y Tejas umzusiedeln. Nach der Texas Revolution von 1835 wurde die Republik Texas ein unabhängiger Staat (1836 bis 1845) und schloss sich den USA am 29. Dezember 1845 als Bundesstaat an. 1840 waren bereits die meisten Caddo-Völker in Texas westwärts zum Brazos River gezogen, um der vorrückenden Siedlungsgrenze (Frontier) zu entkommen. Obwohl der Name „Texas“ sich vom Hasinai-Word Táyshaʼ („Freund“ oder „Verbündete“) ableitet, zwang die Regierung von Texas nach ihrer Aufnahme in die USA, die Kadohadacho, Natchitoches und Hasinai (sowie kleinere Bands, die sich diesen angeschlossen hatten und bald ihre separate Identität verloren) sich in der Brazos Reservation im Nordwesten von Texas anzusiedeln – zusammen mit feindlichen Wichita-Völkern, Kichai, Tonkawa, Lipan Apache und Shawnee. Im Jahr 1859 zwang die texanische Regierung die Stämme der Brazos Reservation Texas endgültig zu verlassen und sich im damaligen Indianerterritorium – dem heutigen Oklahoma – westlich des Mississippi River niederzulassen; nach Ende des Sezessionskrieges im Jahr 1867 wurden die Caddo zusammen mit den Wichita auf der Wichita Reservation zwischen dem Washita River und Canadian River angesiedelt.
1874 bekamen die Wichita sowie die Caddo jeweils eigene Reservationen und begannen separate Stammesregierungen zu etablieren. Die heute vier Wichita-Stämme sowie die Kichai schlossen sich zu den Wichita and Affiliated Tribes (Wichita, Keechi, Waco and Tawakonie) und die Überlebenden der verschiedenen Caddo-Völker stimmten dem Vorschlag der US-Regierung zu, sich zu einem einheitlichen Stamm, dem Unified Caddo Indian Tribe zusammen zuschließen.
Auf Grund des General Allotment Act („Allgemeines Landzuweisungsgesetz“) oder Dawes Act von 1887 wurde die Caddo Reservation (wie die der benachbarten Stämme auch) im Jahr 1902 in mehrere Landparzellen aufgeteilt – 160 Acres für jedes männliche Familienoberhaupt, 80 Acres für alle unverheirateten Stammesmitglieder über 18 Jahre und minderjährige Waise, 40 Acres für Kinder unter 18 Jahre, die Ehefrauen gar nichts; jedoch wurden die Parzellen erst nach 25 Jahren Eigentum der Indianer – bis dahin trat die US-Regierung als Treuhänder auf. Da den Caddo kein Privateigentum an Grund und Boden bekannt war, verkauften sie vielfach aus Unkenntnis oder wirtschaftlicher Not ihr Land an weiße Siedler oder Spekulanten. Die nicht aufgeteilten Gebiete und die Parzellen, die nach dem Tod der Besitzer an den Staat fielen, wurden zu Schleuderpreisen an weiße Interessenten verkauft.
Die heutige Caddo Nation of Oklahoma (vormals Caddo Tribe of Oklahoma) ist ein auf Bundesebene anerkannter Stamm (sog. federally recognized tribe) mit dem Verwaltungssitz und Hauptort ist Binger im Caddo County in Oklahoma. Heute (2011) gibt es 5.757 eingeschriebene Stammesmitglieder, von denen 3.044 im Westen von Oklahoma leben, meist im Caddo County.
Die Caddo versuchen ihre Kultur und Traditionen zu bewahren und wieder der nachfolgenden Generation zu vermitteln. Der Stamm organisiert jährlich ein Sommer-Kultur-Camp für Kinder. Die Hasinai Society of the Caddo Nation und der Caddo Culture Club halten beiden Caddo-Tänze und Gesänge am Leben, während die Kiwat Hasinay Foundation versucht, die Caddo-Sprache zu erhalten.